# Chris Craft (Chris Connor)
| Recensione | Giudizio |
| ---------- | -------- |
| AllMusic   |          |

Chris Craft è un Album in studio della cantante jazz statunitense Chris Connor, pubblicato nel novembre del 1958.

## Tracce

### LP (1958, Atlantic Records, 1290)
Lato A
1. Moonlight in Vermont – 3:14 (testo: John Blackburn – musica: Karl Suessdorf) – Registrato il 23 maggio 1958 a New York
2. Blow, Gabriel, Blow – 2:12 (Cole Porter) – Registrato (circa) il 13 marzo 1958 a New York
3. Here Lies Love – 3:38 (testo: Leo Robin – musica: Ralph Rainger) – Registrato (circa) il 13 marzo 1958 a New York
4. Be a Clown – 3:03 (Cole Porter) – Registrato il 23 maggio 1958 a New York
5. Good for Nothin' (But Love) – 3:56 (testo: Eddie DeLange – musica: Jimmy Van Heusen) – Registrato l'8 aprile 1958 a New York
6. On the First Warm Day – 2:42 (Bart Howard) – Registrato l'8 aprile 1958 a New York

Durata totale: 18:45
Lato B
1. Chinatown My Chinatown – 2:13 (testo: William Jerome – musica: Jean Schwartz) – Registrato (circa) il 13 marzo 1958 a New York
2. One Love Affair – 2:40 (Bart Howard) – Registrato l'8 aprile 1958 a New York
3. The Night We Called It a Day – 3:22 (testo: Tom Adair – musica: Matt Dennis) – Registrato (circa) il 13 marzo 1958 a New York
4. Johnny One Note – 2:00 (testo: Lorenz Hart – musica: Richard Rodgers) – Registrato il 23 maggio 1958 a New York
5. Lover Man – 3:53 (testo: Maxwell Anderson – musica: Kurt Weill) – Registrato il 23 maggio 1958 a New York
6. Be My All – 4:24 (Bart Howard) – Registrato l'8 aprile 1958 a New York

Durata totale: 18:32

## Musicisti
- Chris Connor – voce solista
- Mundell Lowe – chitarra (A1, A2, A3, A4, A5, A6, B1, B2, B3, B4, B5, B6)
- Bobby Jasper – flauto, sassofono tenore (A2, A3, B1, B3)
- Al Epstein – clarinetto basso, corno inglese (A5, A6, B2, B6)
- Stan Free – pianoforte (A1, A2, A3, A4, A5, A6, B1, B2, B3, B4, B5, B6)
- George Duvivier – contrabbasso (A1, A4, A5, A6, B2, B4, B5, B6)
- Percy Heath – contrabbasso (A2, A3, B1, B3)
- Ed Shaughnessy – batteria (A1, A2, A3, A4, A5, A6, B1, B2, B3, B4, B5, B6)

### Produzione
- Nesuhi Ertegun – produzione, supervisione
- Stan Free – arrangiamenti
- Registrazioni effettuate il 13 marzo, 8 aprile e 23 maggio 1958 a New York City, New York
- Tom Dowd – ingegnere delle registrazioni
- Marvin Israel – design copertina album originale
- Lee Friedlander – foto copertina album originale
- Howard Cook – note retrocopertina album originale[4]